# Pedra da Gávea
Pedra da Gávea ist ein 842 m hoher Felsen in der Floresta da Tijuca in Rio de Janeiro und liegt in Barra da Tijuca. Er besteht hauptsächlich aus Gneis und Granit. Er ist weltweit der größte einzelne Granitblock in Meeresnähe und mehr als doppelt so hoch wie der weit berühmtere Zuckerhut mit 396 m. Zum Teil gut sichtbar ist der Felsen vom Strand von Ipanema.